# نيكولاي غيتشي
نيكولاي غيتشي (بالرومانية: Nicolae Gîju)‏ (مواليد 4 أكتوبر 1943) هو ملاكم روماني، مثّل بلاده في الألعاب الأولمبية الصيفية 1968.

## روابط خارجية
نيكولاي غيتشي على موقع بوكس ريك (الإنجليزية) (registration required)
- نيكولاي غيتشي على موقع أوليمبيديا (الإنجليزية)